# Gryon peckorum
Gryon peckorum är en stekelart som beskrevs av Lubomir Masner 1979. Gryon peckorum ingår i släktet Gryon och familjen Scelionidae. Inga underarter finns listade i Catalogue of Life.